# Juliette Gardelle
Pour les articles homonymes, voir Gardelle.
Juliette Gardelle (parfois appelée Julia), née le 17 juillet 1898 dans le 2e arrondissement de Lyon et morte le 21 septembre 1990 à Blois, est une nageuse française spécialisée en nage libre.

## Biographie
Elle est championne de France de grand fond nage libre en 1922 à Tourcoing, pour la première édition de ce championnat national, après avoir obtenu le titre de Championne de Paris de grand fond la même année.  
Elle remporte quatre fois la Traversée de Paris à la nage en 1921, 1922 et 1926 (tantôt en amateur, tantôt en professionnelle), après avoir été deuxième de l'épreuve en 1917, 1918 et 1919 (ainsi qu'en 1924).
Elle est licenciée aux Mouettes de Paris, avant de rejoindre le CN Paris puis les Cadettes de Gascogne en 1927.
Ses performances sportives ne lui permettent pas de s'extraire de sa condition sociale populaire. Lors de son mariage à Paris en 1935 avec un maçon, elle exerçait la profession de femme de ménage.

## Fratrie

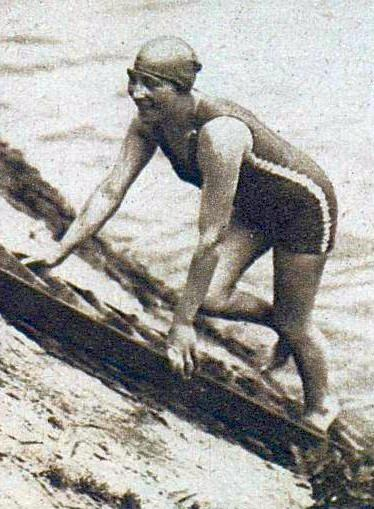
Henriette Prévost-Gardelle, ici troisième de la traversée de Paris à la nage féminine en 1926.

- Sa sœur benjamine Henriette Gardelle (1905-1928) termine quant à elle deuxième de la traversée de Paris à la nage en 1921 et troisième en 1923. Sous son nom d'épouse, Prévost-Gardelle, elle termine encore troisième en 1925 et 1926.
- Deux autres sœurs Gardelle sont aussi adeptes de la natation, Ella (ou Élia, date de naissance inconnue), et Renée (née en 1900, sporadiquement en 1913).